# Sanctuaire Notre-Dame-du-Bon-Conseil de Genazzano
Le sanctuaire de Notre-Dame-du-Bon-Conseil de Genazzano (en italien, santuario della Madonna del Buon Consiglio) est situé à Genazzano, dans le Latium en Italie centrale. Dans les années 1400, elle est devenue une destination de pèlerinage car, selon la tradition, une image représentant la Vierge à l'Enfant s'est miraculeusement détachée d'un mur de la cathédrale Santo Stefano à Scutari, une ville albanaise, pendant le siège des Turcs ottomans, pour venir reposer dans l'actuel sanctuaire de Genazzano. Le 17 mars 1903, le pape Léon XIII l'élève à la dignité de basilique mineure. De 1826 à 1840, Stéphane Bellesini, plus tard bienheureux, fut curé du sanctuaire.
L'église Notre-Dame-du-Bon-Conseil du sanctuaire fait partie du diocèse de Palestrina. Les pèlerinages parrainés par les ermites augustins sont documentés depuis 1467,.

## Histoire

### La tradition
L'église originale date de 1356. Selon la tradition, en 1467 au début de la rénovation de l'église primitive, dédiée à la Madonna del Buon Consiglio, avec l'aide des biens de l'augustinienne tertiaire Petruccia di Ienco (par la suite bénie et béatifiée en 1735 par la volonté du pape Clément XIV), était en ruine et dans un état d'abandon. Comme ses atouts n'étaient pas suffisants pour terminer le travail, les habitants de Genazzano ont commencé à se moquer d'elle. Mais Petruccia répondit : « Ne vous inquiétez pas, mes enfants, avant de mourir - elle était alors déjà très âgée - la Sainte Vierge et saint Augustin achèveront l'œuvre de l'Église elle-même. » Un an plus tard, les Turcs envahissent l'Albanie et viennent assiéger la ville de Scutari. Ce jour-là, une fresque représentant la Vierge à l'Enfant s'est miraculeusement détachée d'un mur de la basilique de Scutari (détruite d'abord par les Turcs, puis reconstruite et détruite à nouveau pendant le régime communiste en Albanie, pour être enfin reconstruite dans les années 1980 et 1990) pour échapper à la destruction. Deux hommes qui lui étaient dévoués, Giorgi et De Sclavis, virent voler l'image sacrée soutenue par des anges. Tous deux décidèrent de la suivre et, à la demande de la Madone, ils traversent à pied la mer Adriatique. Le 25 avril 1467, lors de la fête de la Saint-Marc, l'image arrive à Genazzano et atterrit sur l'église en construction. La nouvelle se répand alors et des pèlerinages commencèrent dans toute l'Italie, en particulier celui de Nepi. Grâce aux miracles et aux guérisons miraculeuses qui auraient eu lieu, de nombreuses aumônes sont faites par les pèlerins, ce qui permit non seulement d'achever l'église, mais aussi de construire un couvent.  
Le 10 mai 2025, au surlendemain de son élection, le nouveau pape, Léon XIV, lui même Augustinien, lui a consacré sa première visite,  hors Vatican.

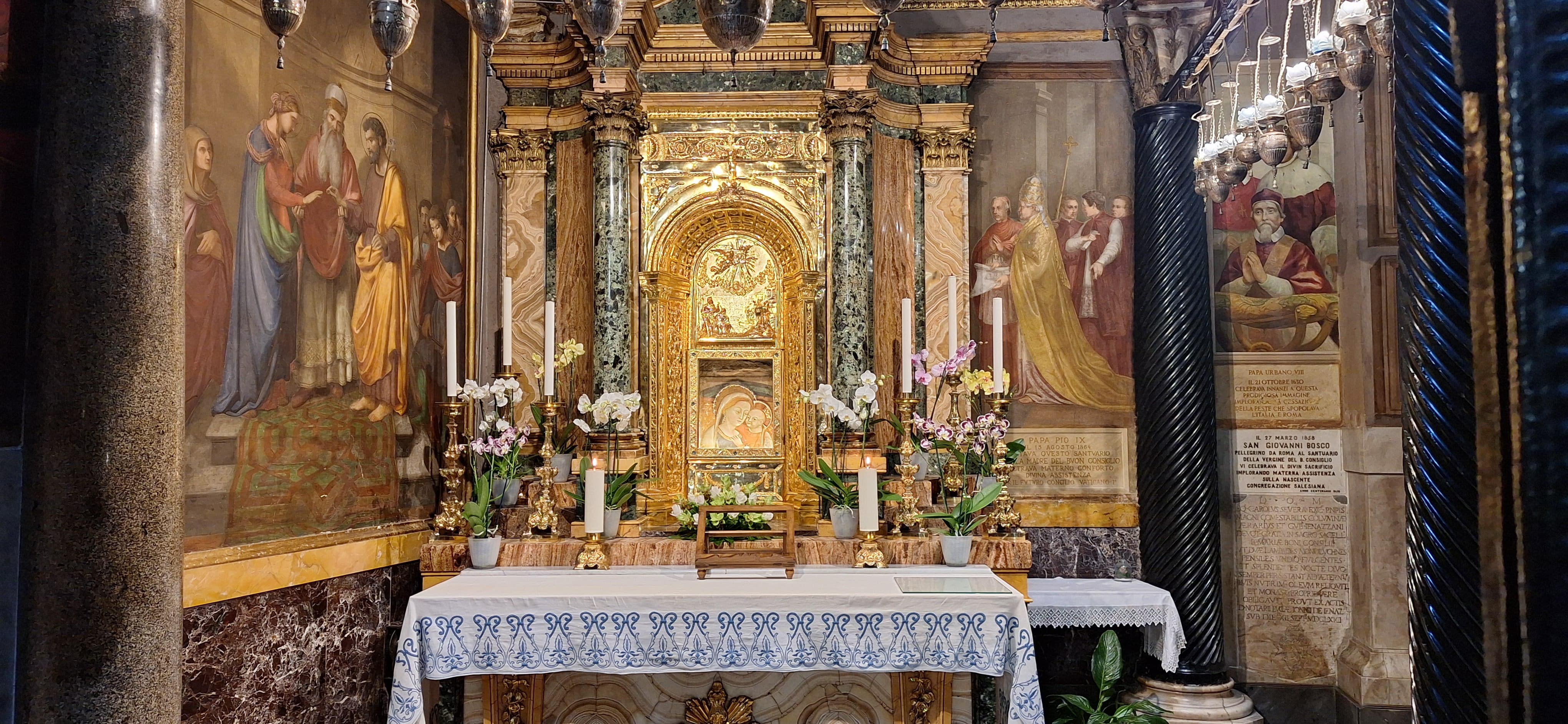
Le maître-autel avec l'icône de Notre-Dame du Bon Conseil.

## L'enquête ecclésiastique
Il est rapporté dans l'ouvrage d'Ambrogio da Cori, Defensorium ordinis fratrum heremitarum S. Augustini, et dans l'ouvrage de l'évêque de Viterbe Michele Canensi, Vita di Paolo II, écrit en 1478, que le pape Paul II envoya la même année que l'événement, deux évêques : Gaucerio de Forcalquier, évêque de Gap, et Nicola de Crucibus, évêque de Lesina, pour vérifier la véracité des faits. On ne sait pas quand l'inspection a eu lieu, mais d'après les Libri Camerales, conservés dans les archives du Vatican, nous savons que le 24 juillet 1467, 22 florins et 60 bolognini furent remis aux deux évêques pour d'éventuelles dépenses. Le texte précise : « … À compter du 24 juillet 1467, au Révérend Messer Nicola, évêque de Farense, 22 florins et 60 bolognini pour les dépenses faites pour lui et l'évêque de Vapicense pour se rendre à Janazzano envoyés par Notre Seigneur par mandat du susdit. » Il en ressort que la mission a été effectuée entre le 25 avril et le 24 juillet, date à laquelle les frais de voyage ont été payés. Il n'existe aucune information sur la rédaction d'un document officiel, mais des pèlerinages et des dons au sanctuaire ont continué.

### Extrait du Compendium des Miracles
Le Compendium commence le 27 avril 1467 : « Aujourd'hui, Dominique de Giuliani est restée dans la chapelle avec une violente et très douloureuse maladie de mère ; et aussi Achille, également de Genazzano, d'une sciatique longue et rebelle, et Giovanni Gambelotti, de Castel Zangati, d'une maladie douloureuse et très longue, à cause de laquelle, ayant perdu même la voix, il ne pouvait plus manger… Le 20 juin 1467, c'est encore une journée heureuse et propice illustrée, et marquée de treize grâces notables par Marie… Clemente, fils d'un certain David Ungaro, complètement aveugle, a retrouvé aujourd'hui la vue avec bonheur dans la Sainte Chapelle. Domenico Niccola di Antonio di Receto mordu par des serpents noirs, dont il s'est retrouvé couvert, pour avoir dormi une nuit dans une grange de campagne, et donc avec toute sa chair gonflée et de couleur céruléenne, c'est pourquoi les médecins ont jugé que le jour même, avant que l'horloge ne sonne vingt-quatre heures, il mourrait ; se tournant autant qu'il le pouvait vers cette sainte et prodigieuse Dame, il reprit aussitôt esprit, vivacité et courage et vint ici à ses pieds les plus saints, où il resta en parfaite santé. Parmi les autres miracles, la libération de certains possédés et la résurrection d'un mort. »

## Description
De l'église originale, il ne reste que le portail sculpté en marbre blanc, dont le tympan présente un bas-relief représentant la Vierge à l'enfant portés par des anges au-dessus des nuages. Le sanctuaire actuel a été construit, sans que la chapelle de la Madone soit modifiée, de 1621 à 1629, grâce à l'intérêt du Père Felice Leoncelli et au travail de l'architecte Domenico D'Ottavio di Anticoli, incorporant l'église originale de 1356 et celle de la Bienheureuse Petruccia de 1467-1470. À cette occasion, l'entrée fut déplacée de l'est vers le sud.

### La façade

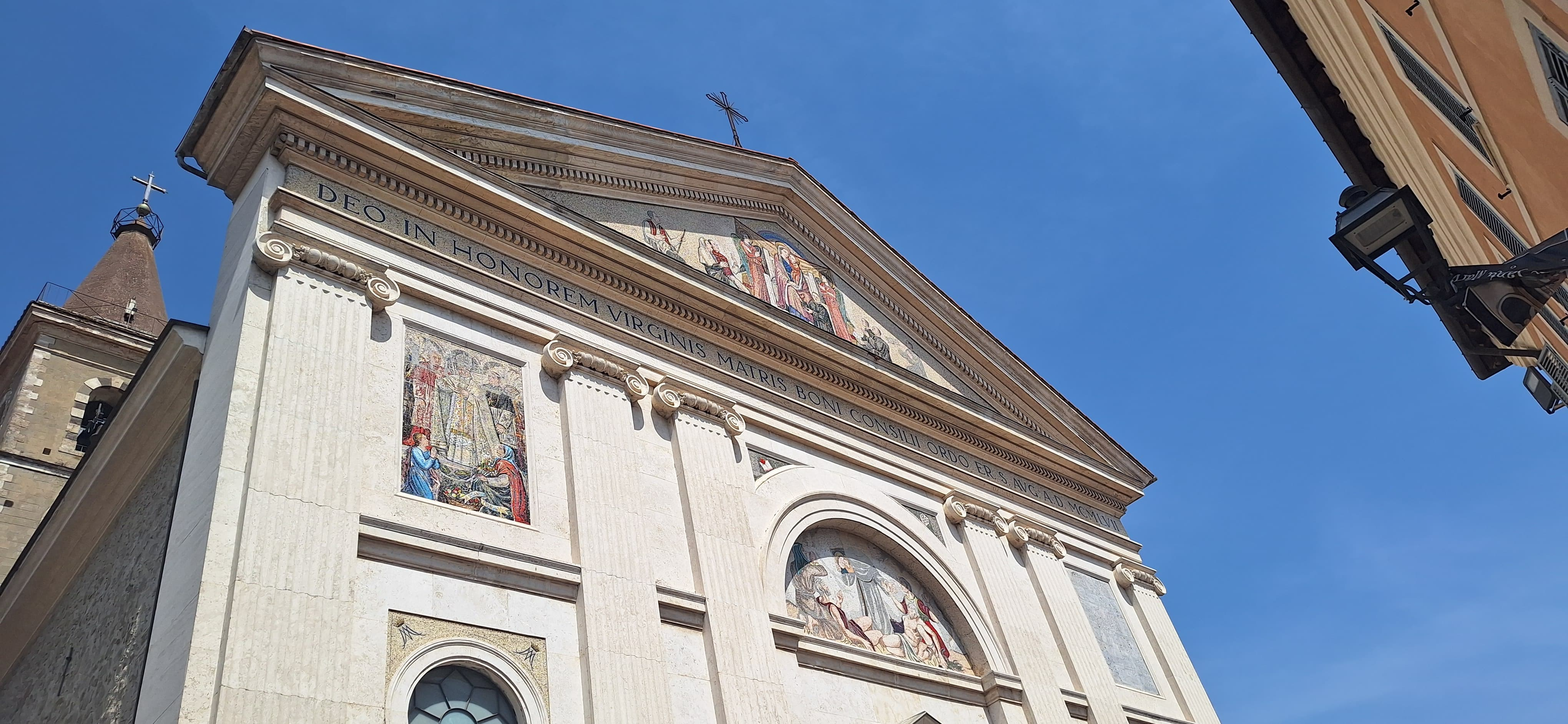
Le haut de la façade.

Elle est actuellement telle qu'elle a été construite en 1840 par le père Giustino Fanucchi, avec la collaboration de l'architecte Cometti. Elle est ornée de six piliers ioniques cannelés et de quatre mosaïques : dans le tympan il y a la Notre-Dame du Bon Conseil avec deux anges devant elle, les deux autres sont des hommages à Pie IX et Léon XIII, pontifes très proches du sanctuaire. Les mosaïques ont été réalisées en 1956 par F. D'Urso, notamment celle de la fenêtre arrière centrale de S. Canevari, qui représente le bienheureux Stefano Bellesini parmi les malades. Le 17 mars 1903, le pape Léon XIII élève l'église au rang de basilique mineure. Le 20 mars 2003, le pèlerinage de Genazzano obtient le privilège d'indulgence.
De nos jours, on accède au sanctuaire par une volée de cinq marches et trois portes, dont l'une, autrefois porte en bois, a été remplacée en 1966 par une porte en bronze en bas-relief réalisée par G. Niglia.

### L'intérieur
Elle comporte trois nefs, un grand presbytère, un maître-autel monumental et un chœur en bois. En entrant dans l'église, le visiteur trouve sur la gauche l'autel dédié à Saint Nicolas de Tolentino, avec un retable en mosaïque récemment exécuté par le propriétaire ; dans la lunette le saint priant pour les âmes du purgatoire, peint en 1882 par Cesare Caroselli. Suivi de l'autel du Saint-Esprit, avec un retable huile sur toile représentant la Pentecôte. L'œuvre remonte à la première moitié du XVIIe siècle et est attribuée à l'école de Carracci. Le chœur, construit vers 1777 par Raffaele Gonella et son fils, est en noyer massif poli. L'orgue, avec deux claviers, pédalier et 29 directeurs, a été inauguré le 25 avril 1930. 

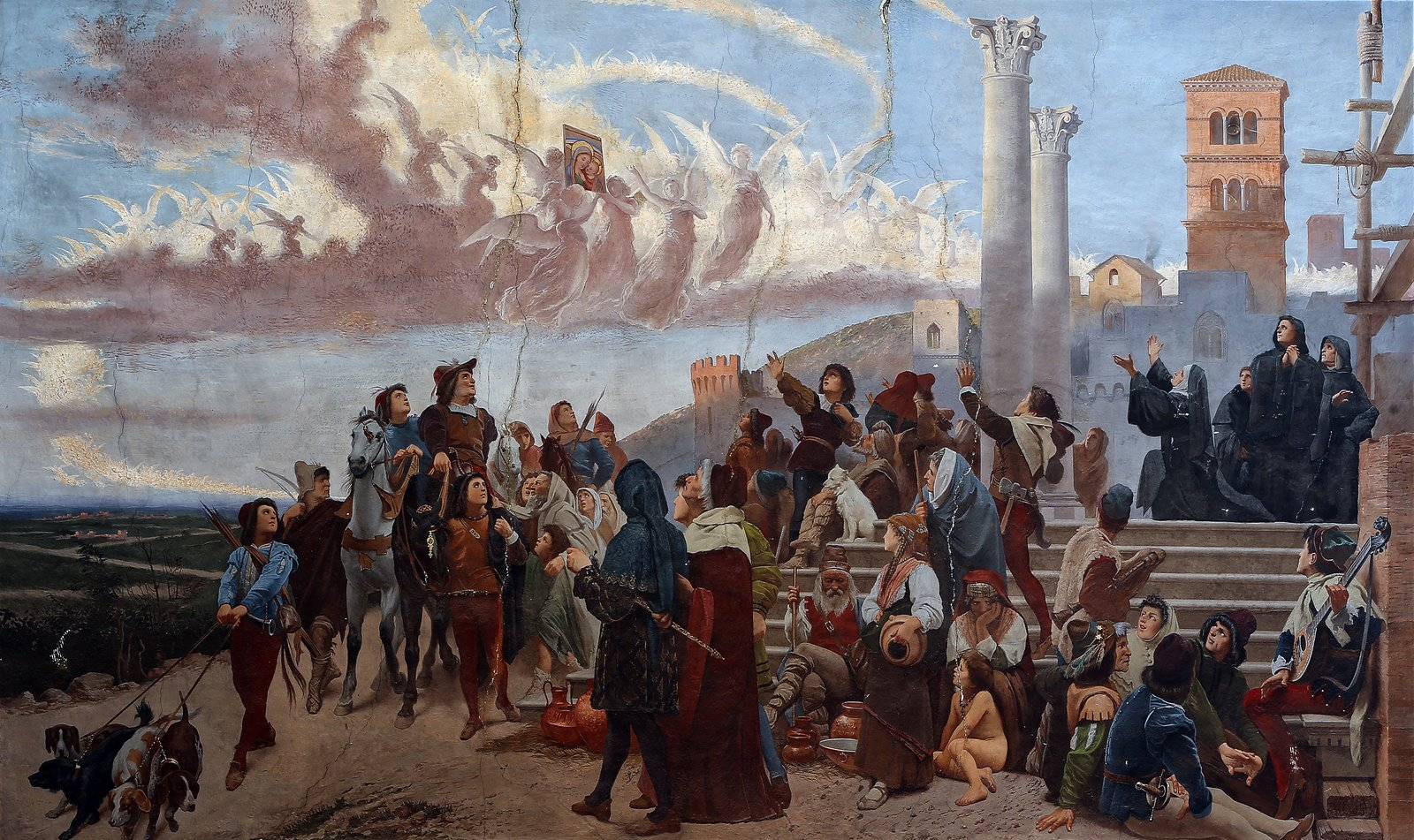
La Venue de la Madone à Genazzano de Prospero Piatti.

Les murs latéraux du presbytère et du chœur sont enrichis de six fresques : L'Annonciation, La visite de Marie à sainte Élisabeth, La Vierge de la ceinture, La Présentation de Marie, La Nativité de Marie, La Dispute de saint Augustin avec les Manichéens et les Pélagiens. La nef centrale conserve une chaire du XVIIe siècle en marbre polychrome, avec l'estrade entièrement réalisée en marbre d'un seul bloc. Dans les douze lunettes qui flanquent les ouvertures, l'artiste Tito Troja a représenté des figures féminines de l'Ancien Testament de 1881 à 1882. Au-dessus, sur le mur intérieur de la façade, est représenté Le Couronnement de Maria Assunta au ciel. Prospero Piatti est l'auteur de la fresque qui occupe tout le fond de la nef et qui représente La Venue de la Madone à Genazzano. Les autres fresques sont du même artiste : le départ de l'icône de Scutari et le couronnement de l'image.

## L'autel du Crucifix
Cet autel abrite une fresque du XVe siècle représentant Jésus crucifié. La fresque est liée à un événement miraculeux survenu, selon la tradition, entre 1541 et 1549 : un soldat, après avoir perdu tout son argent au jeu, entra dans l'église et frappa l'image avec son épée, ce qui fit couler beaucoup de sang. On raconte que les Colonna tentèrent en vain de redresser l'épée qui, une fois reforgée, se plierait à nouveau. D'autres tentatives n'ont eu aucun effet. L'épée est toujours conservée dans une niche.

## Le maître-autel

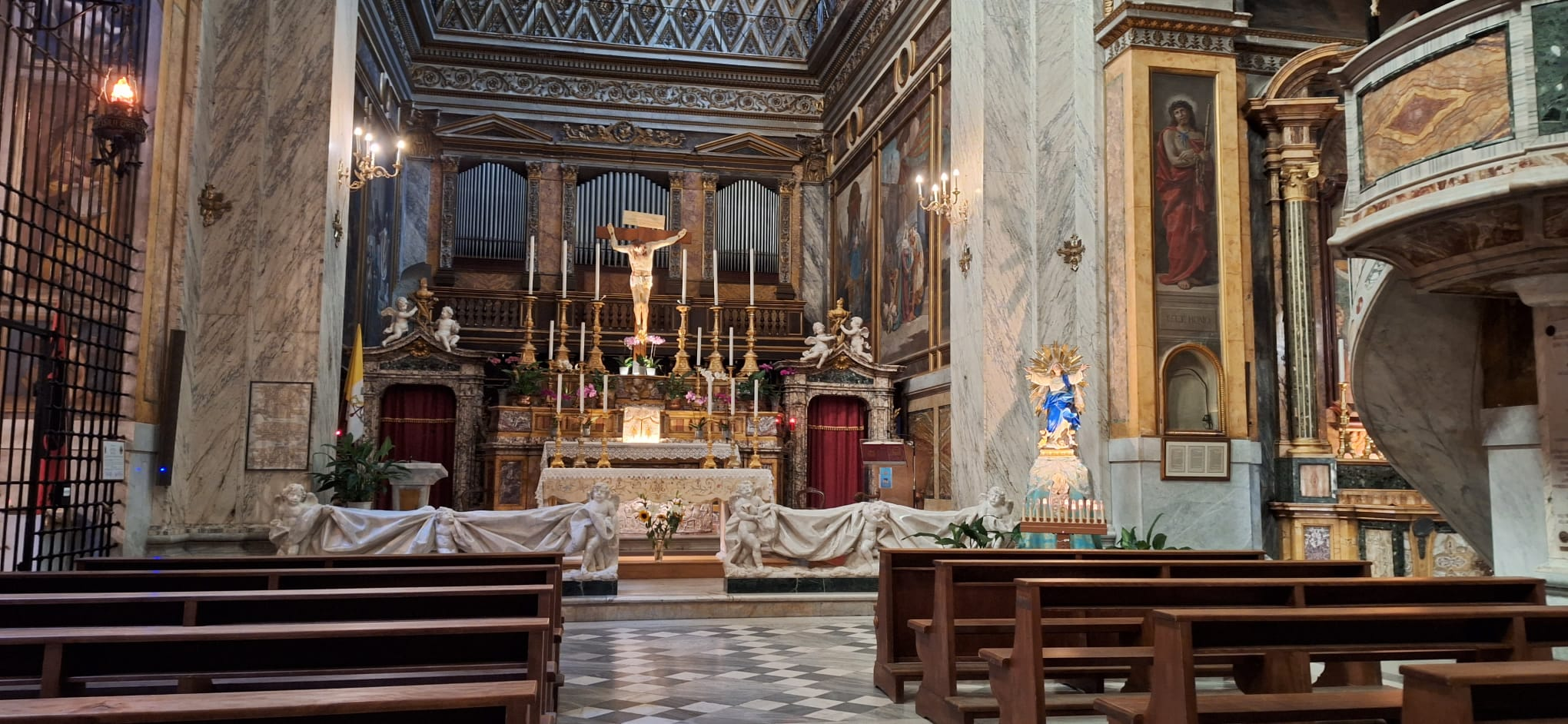
Le maître-autel avec la balustrade.

L'autel est riche en marbres polychromes et précieux, devant l'autel se trouve une remarquable balustrade du Bernin en marbre de Carrare provenant de l'église de Santa Maria in Posterula à Rome, transportée pour la première fois à l'église de San Pio, toujours à Genazzano, puis donné au sanctuaire par les pères augustins irlandais.

## La chapelle
Au fond de la nef gauche se trouve la chapelle de la Madone, protégée par un portail en fer forgé, construite en 1630 sur ordre du cardinal Girolamo Colonna. L'autel à l'intérieur de la chapelle a la forme d'un petit temple et contient la niche en cuivre, d'abord argentée puis dorée, construite en 1819 par Francesco et Luigi Righetti, dans laquelle se trouve l'image de la Mère du Bon Conseil. L'image a été couronnée le 25 novembre 1681 par le chapitre du Vatican, et en 1867 par le cardinal Luigi Amat di San Filippo e Sorso. L'autel a été construit en 1734 sur ordre du cardinal Alessandro Albani, avec un devant en albâtre fleuri, des miroirs latéraux dans le corps de l'autel en escargot encadré d'Afrique, deux petites colonnes de vert ancien et des piliers en albâtre oriental de Portovenere ; elle est dominée par une tribune en marbre, attribuée à Andrea Bregno, offerte par le prince Antonio Colonna (it), laquelle repose sur trois colonnes de grande valeur, provenant probablement de la villa de l'empereur Antonin le Pieux. Le mur de la chapelle est recouvert de fresques représentant certaines des nombreuses visites papales, notamment celles d'Urbain VIII, Pie IX et Jean XXIII, dont les auteurs respectifs sont Carosi, Rainaldi et les frères Eroli.

## Source
- (it) Cet article est partiellement ou en totalité issu de l’article de Wikipédia en italien intitulé « Santuario della Madonna del Buon Consiglio (Genazzano) » (voir la liste des auteurs).